# Terasa v Sainte-Adresse
Terasa v Sainte-Adresse (francosko Terrasse à Sainte-Adresse) je slika francoskega impresionističnega slikarja Clauda Moneta (olje na platnu, 98,1 cm x 129,9 cm). Sliko je prevzel Metropolitanski muzej umetnosti po dražbi v Christie'su decembra 1967 pod francoskim naslovom La terrasse à Sainte-Adresse. Slika je bila razstavljena na 4. razstavi impresionistov v Parizu, od 10. aprila do 11. maja 1879, kot št. 157 pod naslovom Jardin à Sainte-Adresse.

## Opis
Monet je poleti 1867 preživel v letovišču Sainte-Adresse ob Rokavskem prelivu blizu  Le Havra (Francija). Tam je bil na terasi s pogledom na Honfleur na obzorju in naslikal to sliko, ki združuje mehka, tradicionalno dodana območja z bleščečimi prehodi hitrega, ločevalnega čopiča in madeži čiste barve.
Modeli so bili verjetno Monetov oče Adolphe, v ospredju, Monetova sestrična Jeanne Marguerite Lecadre na ograji, Adolphe Lecadre, njen oče in morda druga Lecadrova hčerka Sophie, ženska, ki sedi s hrbtom proti gledalcu. 
Čeprav prizor kaže bogato družinsko življenje, pa nikakor ni družinski portret. Monetovi odnosi z  očetom so bili poleti napeti, ker je družina zavrnila povezavo mladega umetnika z njegovo spremljevalko Camille Doncieux, njegovo ženo.
Monet je to delo imenoval v svoji korespondenci »kitajsko slikarstvo, v katerem so zastave«. Njegov prijatelj Pierre-Auguste Renoir ga je imenoval »japonsko slikarstvo«. V 1860-ih so ravni barvni pasovi kompozicije spominjali na sofisticirane japonske barvne grafike, ki so jih Monet, Manet, Renoir, Whistler in drugi v svojem krogu pohlepno zbirali. Grafika, japonskega umetnika Hokusai, ki je morda navdihnila to sliko, Spiralna dvorana templja petstotih arhatov (1830), je še danes v muzeju Monetove hiše v Givernyju.
Povišana izhodiščna točka in sorazmerno enake velikosti horizontalnih površin poudarjata dvodimenzionalnost slike. Zdi se da se tri horizontalne cone sestave dvigujejo vzporedno s slikovno ravnino, namesto da se umikajo v vesolje. Subtilna napetost, ki izhaja iz kombinacije iluzionizma in dvodimenzionalnosti površine, je ostala pomembna značilnost Monetovega sloga.
Slika je v New York Metropolitan Museum of Art. Kupljena je bila leta 1967, s posebnimi prispevki, ki so jih podarili ali zapustili prijatelji muzeja.